# Comuna Torhovîțea, Mlîniv
Torhovîțea (în ucraineană Торговиця) este o comună în raionul Mlîniv, regiunea Rivne, Ucraina, formată din satele Lîhacivka, Nove, Torhovîțea (reședința) și Zavallea.

## Demografie
Componența lingvistică a comunei Torhovîțea
     Ucraineană (99,51%)
     Alte limbi (0,49%)
Conform recensământului din 2001, majoritatea populației comunei Torhovîțea era vorbitoare de ucraineană (99,51%), existând în minoritate și vorbitori de alte limbi.